# Грос-Зимц
Грос-Зимц (нем. Groß Siemz) — община в Германии, в земле Мекленбург-Передняя Померания.
Входит в состав района Северо-Западный Мекленбург. Подчиняется управлению Шёнбергер Ланд. Население составляет 300 человек (на 31 декабря 2010 года). Занимает площадь 14,68 км².